# Thomas Richards (performer)
Thomas Richards (ur. 1962) – amerykański performer, aktor i reżyser o karaibskich korzeniach. Jest współpracownikiem Jerzego Grotowskiego i dyrektorem artystycznym Workcenter of Jerzy Grotowski and Thomas Richards w Pontederze, Włochy.

## Życiorys
Jest synem reżysera Lloyda Richardsa. W zespole pracuje z nim żona, Cécile Richards. Uzyskał stopień licencjata na Wydziale Muzyki i Teatru Uniwersytetu w Yale, magisterium Wydziału Sztuk Pięknych, Muzyki i Sztuk Performatywnych Uniwersytetu Bolońskiego oraz doktorat Uniwersytetu Paryskiego VIII z zakresu wiedzy o sztuce, teatrze i tańcu.

## Współpraca z Jerzym Grotowskim
Rozpoczął terminowanie u Jerzego Grotowskiego w 1985 roku. Ich wspólna praca rozwijała się do śmierci Grotowskiego w styczniu 1999 roku. Grotowski nazwał go swoim „esencjalnym współpracownikiem” i osobą, której przekazał „wewnętrzny aspekt” swojej pracy. Był siłą sprawczą poszukiwań określanych mianem Sztuki jako wehikułu, prowadzonych w założonym przez Grotowskiego w 1986 roku Workcenter.
Podczas studiów na Uniwersytecie w Yale Richards poznał Ryszarda Cieślaka. Latem 1984 wraz z grupą studentów wziął udział w kilkunastodniowych warsztatach w ramach projektu Dramat Obiektywny prowadzonych przez Grotowskiego. Wiosną 1985 wszedł w skład grupy, tzw. Performance Team, realizującej z polskim reżyserem Main Action, którą uznać można za pierwszą próbę powołania akcji. W 1986 przeniósł się wraz z Grotowskim do Włoch jako jego asystent, następnie był liderem jednego z zespołów roboczych, a z czasem „esencjalnym współpracownikiem”.
Początkowo Grotowski pracował z Richardsem indywidualnie nad strukturami performatywnymi Pool Action i Song Action, której rozwinięciem było – prowadzone w domenie Sztuki jako wehikułu – działanie Downstairs Action, w którym Richards sprawował funkcję lidera i był głównym działającym. Efektem tej pracy było zaprezentowanie Action. Grotowski, uznając kluczową rolę swojego ucznia, w 1996 roku zmienił nazwę ośrodka na Workcenter of Jerzy Grotowski and Thomas Richards.
Po śmierci Grotowskiego w 1999 roku objął kierownictwo Workcenter i wraz z Mariem Biaginim jest „uniwersalnym spadkobiercą” Grotowskiego. Od 2008 roku Richards prowadzi w ramach Workcenter grupę działającą pod nazwą Focused Research Team in Art as Vehicle. Był kierownikiem artystycznym projektu „Tracing Roads Across” (2003–2006, finansowanego w ramach programu „Kultura 2000” Unii Europejskiej) oraz programu „Horyzonty” (Ośrodek Grotowskiego, Wrocław 2007–2009), który zakończył się kierowanym przez niego festiwalem Zero Budget (2009).

## Działania performatywne
Richards nazywa swoje działania performatywne opusami, w których artyści pracują nad dawnymi pieśniami, szukając w nich impulsów, wibracji, energii. Pisząc o pracy Workcenter, używa się terminów: świadkowie – zamiast widzowie, czyniący – zamiast aktorzy, prowadzący – zamiast reżyser.
- Downstairs Action – twórca i główny „działający”
- Akcja – twórca i główny „działający”
- List – twórca i główny „działający”
- Zostało jedno tchnienie – współreżyseria z Mariem Biaginim
- Zostało jedno tchnienie – dies irae – współreżyseria z Mariem Biaginim
- Dies irae – współreżyseria z Mariem Biaginim
- Dies irae – mój niedorzeczny show theatrum interioris – współreżyseria z Mariem Biaginim
- The Living Room – reżyseria[7]
- L’heure fugitive (pierwsza praca Workcenter realizowana w całości w języku francuskim) – reżyseria
- Podziemie. Odpowiedź Dostojewskiemu – reżyseria

## Książki
- Pracując z Grotowskim nad działaniami fizycznymi (1993, wydanie polskie, 2003), która ukazała się już w siedmiu językach
- Punkt graniczny przedstawienia (wraz z Lisą Wolford, 1997; wydanie polskie 2004)
- Heart of Practice: Within the Workcenter of Jerzy Grotowski and Thomas Richards (2008)[1]